# تاريخ السويد (1967–1991)
تتناول المقالة تاريخ السويد منذ أواخر الستينات حتى عام 1991.

## صعود أقصى اليسار
خلال أواسط الستينيات من القرن العشرين، شهدت السويد تيارًا قويًا بنزعة يسارية راديكالية ساهمت في بعض الأحيان بأن تؤول حوادث شهيرة، كأعمال شغب باشتاد واحتلال مبنى اتحاد الطلبة في جامعة ستوكهولم، إما إلى قتال شوارع أو أعمال إرهاب سياسي محلي، كما حدث في ألمانيا الغربية وإيطاليا خلال تلك السنوات، ولو أنها لم تتسبب بوقوع ضحايا فعليًا.
أصبحت مفردتا «التضامن» و«الوعي» شعارين رئيسيين، أولًا في الحلقات الطلابية والأدبية، ومن ثم لدى الحركات الاشتراكية\النقابية، وأخيرًا في وسائل الإعلام والحكومة. بحلول أوائل السبعينيات من القرن العشرين، انتفض الشعب والحكومة، التي ترأسها رئيس الوزراء أولوف بالمه، احتجاجًا ضد القمع والحرب في الدول البعيدة كجنوب أفريقيا وفيتنام (في نهاية العام 1972، ندد بالمه في تصريح شهير بالقصف الأمريكي المفاجئ لهانوي وقارنه بجرائم الحرب التي ارتكبها النازيون، مثل تدمير ليديسي وأورادور، وردت الولايات المتحدة الأمريكية بسحب سفيرها في السويد). لم يقتصر الدعم السويدي الدائم للمؤتمر الوطني الأفريقي داخل وخارج جنوب أفريقيا وللفيت كونغ ولحكومة هانوي في حرب فيتنام على مستوى الكلمات والدعم الشعبي والمساعدة في دخول الحيز الدبلوماسي فحسب، بل أيضًا شمل الإعانات الحكومية الاقتصادية (وإن لم تكن عسكرية). وبعد توحيد فيتنام في عام 1975، قدمت السويد الدعم أيضًا لبناء مصنع لب عصري في باي بانغ.
في عام 1973، تمكن الصحفيان جان جيلو وبيتر برات من كشف قضية آي بي، التي كانت وكالة سرية تعمل بمساعدة بعض العسكريين، إلا أنها لم تكن جزءًا من استخبارات الجيش ولم تكن تدار رسميًا من قبل الجيش. وقد كان أحد أهداف هذه الوكالة جمع المعلومات السرية عن الشيوعيين وأشخاص آخرين يعتبرون بمثابة خطر على الأمن القومي. وفي حين أنُكر بشدة وجود وكالة كهذه، ولا سيما روابطها الضمنية بقواعد الحزب الاشتراكي الديمقراطي، بقيت الأسئلة تحوم حول عدد من الفضائح السياسية على امتداد السنوات، حتى أصبح موضوع نقاش تاريخي جاد وعدد من الأوراق البيضاء بأثر رجعي الصادرة عن الدولة والتبرؤ السياسي. على الرغم من ضبابية بعض التفاصيل (بما فيها التفاصيل حول الفترة التي بدأ فيها التجسس وكيفية حدوثه)، فإن هذا «التجسس الداخلي» خارج أجهزة استخبارات العادية التي تمتلكها الدولة يعتبر اليوم حقيقة ثابتة. ويبدو أن قضية آي بي بالشكل الذي كشفه جيلو وبرات لم تستمر بعد أواسط السبعينيات من القرن العشرين.
تغيرت خلال هذا العقد الممارسة الدستورية عدة مرات. وفي عام 1971، أصبح الريكسداغ أحادي المجلس. وبموجب الدستور الجديد لعام 1974، سُحبت من الملك كافة صلاحياته في التدخل السياسي بمفرده، الأمر الذي كان نقطة النهاية لتطور دام منذ مطلع القرن. ولو أنه لم تكن هناك محاولات جادة للإلغاء الرسمي للملكية.

### البيئوية والطاقة النووية
شهدت السبعينيات والثمانينيات من القرن العشرين صعودًا للبيئوية، ودفعت النتيجة الغامضة لاستفتاء عام 1980 الحكومة إلى التخلص التدريجي من الطاقة النووية بحلول العام 2010. تسببت كارثة تشيرنوبل في عام 1986 بتهاطل نووي كبير في كافة أنحاء السويد. ونظرًا إلى أن الإغلاق الدائم اقتصر على محطة بارسيباك للطاقة النووية، وأن 10 مفاعلات نووية من أصل 12 مفاعلًا كانت ما تزال تعمل (حتى العام 2007)، لم يعد هذا الجدول يعتبر واقعيًا، ولم يؤيد الحزب الليبرالي (فولك بارتيت) وحزب التجمع المعتدل في انتخابات العام 2006 العدول عن القرار فحسب، بل أيضًا بناء بعض المحطات النووية الجديدة. تأسس حزب الخضر في عام 1981، ودخل الريكسداغ في عام 1988 وأيد حكومة غوران بيرسون الاشتراكية الديمقراطية منذ عام 1998 حتى عام 2006.

## فترة اليمين
أوصلت الانتخابات البرلمانية لعام 1976 ائتلافًا ليبراليًا\يمينيًا إلى السلطة بعد نحو نصف قرن تقريبًا من الرئاسة الاشتراكية الديمقراطية، وأفسح السيد بالمه الطريق أمام ثوربيون فالدين (من حزب الوسط، وهو حزب المزارعين\ملاك الأراضي السابقين الذي دمج بين أفكار ليبرالية اجتماعية إضافة إلى الجدل البيئي المتزايد). على مدى السنوات الست التالية، حكمت 4 حكومات وأُسقطت، وكانت تتألف من بعض الأحزاب التي فازت في عام 1976 أو جميعها، وبرزت إلى السطح مسائل الطاقة ومحاربة الركود الاقتصادي. بدت الحكومة الليبرالية الرابعة في تلك السنوات، التي ترأسها فالدين مرة أخرى، مرتبكة إلى حد ما إثر هذه المشكلات ولم تكن تملك دعم غالبية ثابتة في البرلمان ولا تفويضًا واضحًا من الجزء غير الاشتراكي من الناخبين السويديين.